# Зальц (Вестервальд)
Зальц (нем. Salz) — община в Германии, в земле Рейнланд-Пфальц.
Входит в состав района Вестервальд. Подчиняется управлению Вальмерод. Население составляет 911 человек (на 31 декабря 2010 года). Занимает площадь 4,96 км².